# Pratomagno
Der Pratomagno ist ein Teil des Toskanischen Apennin und ist von dessen Hauptkamm durch den jungen Arnolauf, dem Casentino, getrennt. Beide Höhenzüge verlaufen parallel in Richtung Nordwest-Südost. Der Arno umfließt den Pratomagno südlich bei Arezzo und begrenzt auf dem Weg nach Florenz das Gebirge im Westen. Dieser Oberes Arnotal (italienisch Valdarno) genannte Abschnitt des Arno trennt hier den Pratomagno vom Gebiet des Chianti. Im Norden geht der Pratomagno in den Apennin-Hauptkamm über.
Die Hänge des Pratomagno sind stark bewaldet, die gerundeten Gipfellagen dagegen waldfrei und mit Wiesen bewachsen.
Der größere südöstliche Teil des Pratomagno liegt in der Provinz Arezzo, der nordwestliche Teil in der Provinz Florenz.

## Höchste Erhebungen
Die höchste Erhebung des Pratomagno ist der Doppelgipfel von Croce di Pratomagno (mit dem 20 m hohen, roten Metallgitterkreuz) und Monte Pianellaccio (1592 m s.l.m.).  Weitere Gipfel sind Poggio Masserecci (1548 m s.l.m.), Poggio Uomo di Sasso (1533 m s.l.m.), Poggio del Lupo (1513 m s.l.m.),  Monte Secchieta (1449 m s.l.m.).

## Geologie
Der Pratomagno ist im Wesentlichen aus Sandstein aufgebaut, der hier vor 30 bis 20 Mio. Jahren, noch vor der Apennin-Hebung, im Meer abgelagert wurde.

### Die Balze
Im oberen Arnotal, im südwestlichen Hang des Pratomagno, erhebt sich zwischen den Gemeinden Reggello und Terranuova Bracciolini eine bis zu 100 m hohe Klippe aus gelben und ockerfarbigen Tonen und Sanden, entstanden im Pliozän als Sediment des Sees im oberen Arnotal.

Mutmaßlich hat Leonardo da Vinci die Balze als Hintergrund in seinem Bild Mona Lisa dargestellt.